# Cojinete

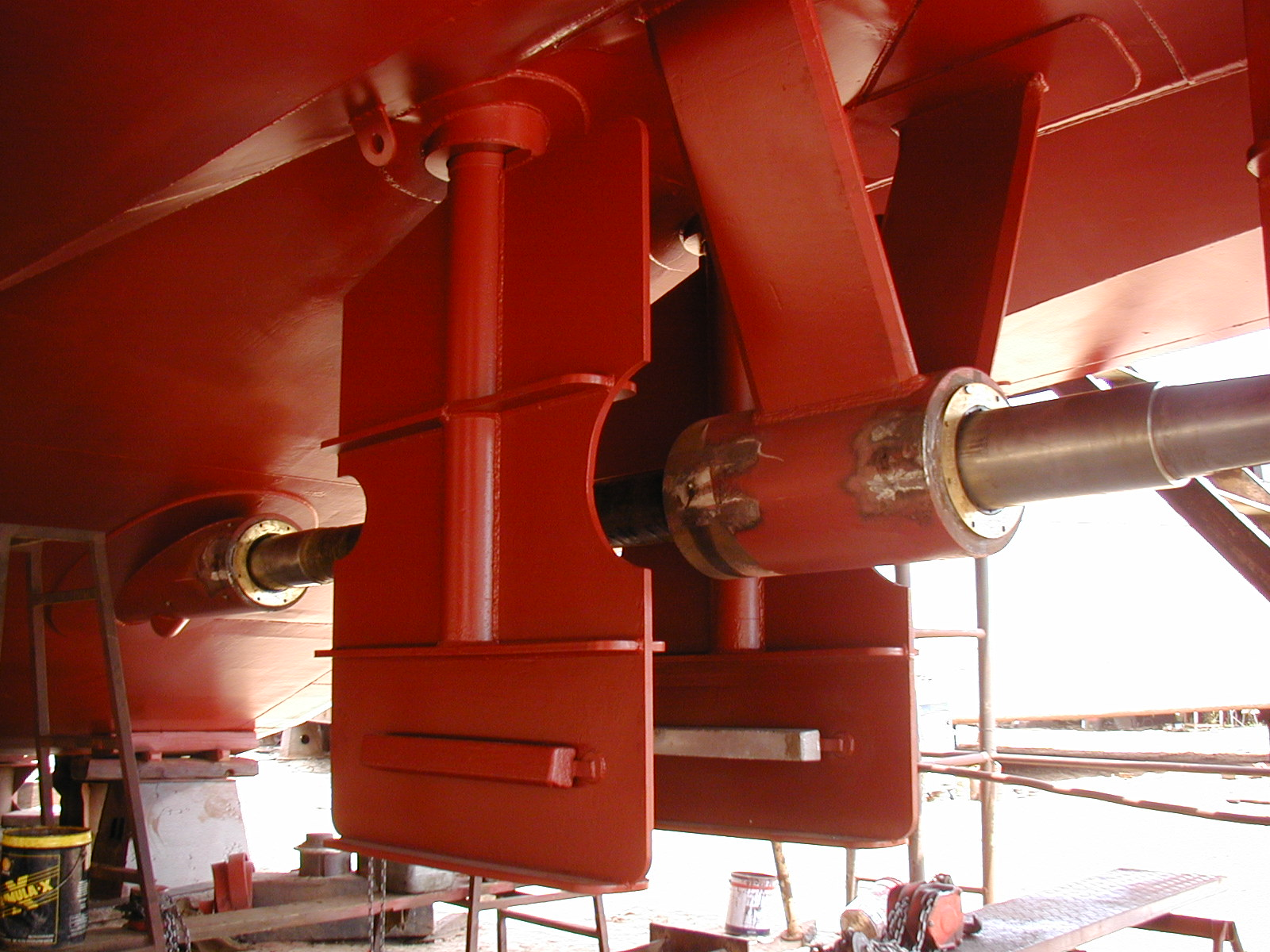
Árbol de un motor de barco con dos cojinetes deslizantes radiales.

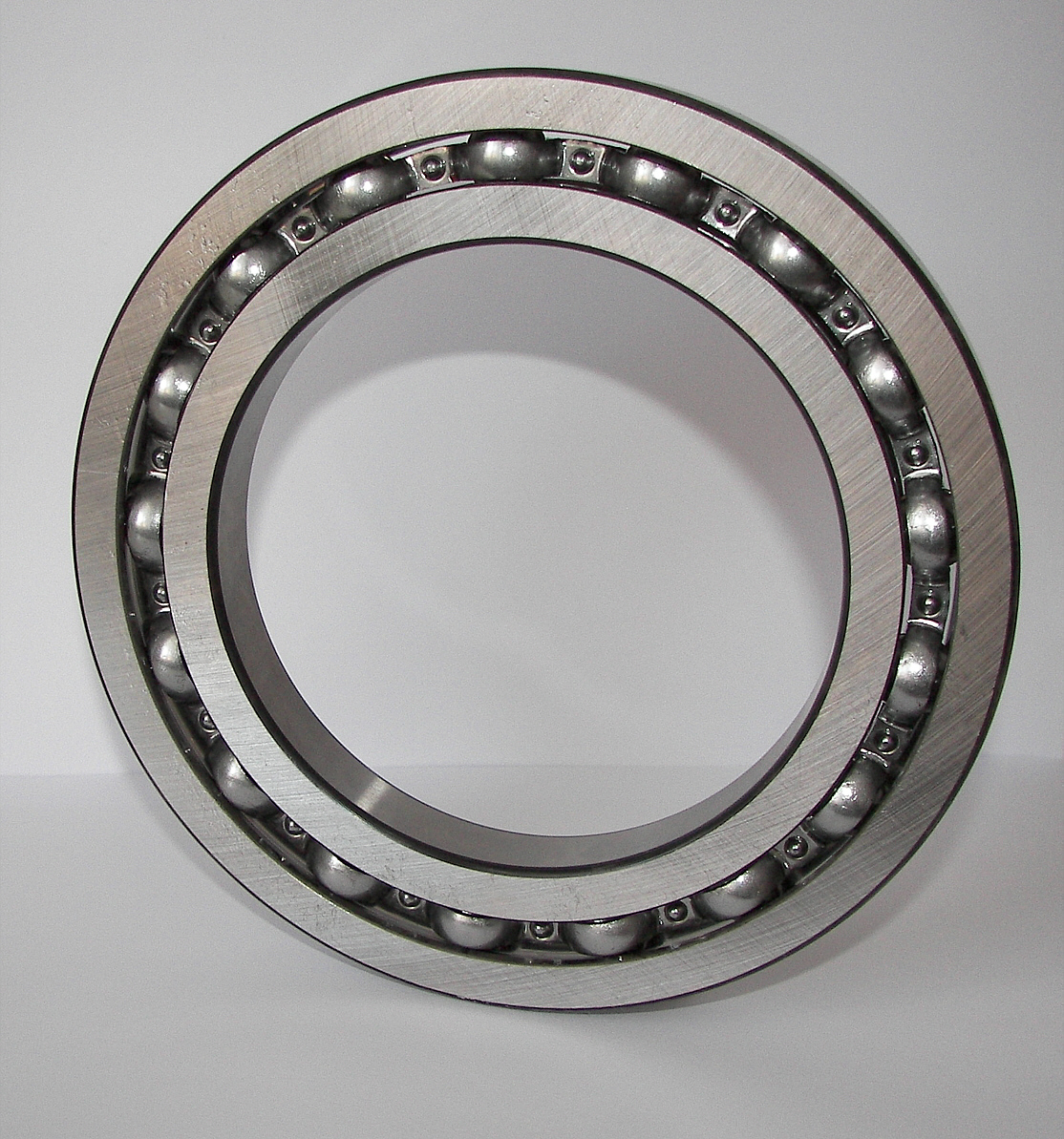
Rodamiento de bolas, un tipo de cojinete que emplea elementos rodantes.

En mecánica, un cojinete es un componente de distintas máquinas formado por uno o dos anillos concéntricos, sobre el que se apoya y gira el eje de un mecanismo. Aquellos cojinetes que disponen de un sistema de rodillos internos se denominan más específicamente rodamientos.
De forma más general, un cojinete se define como un elemento mecánico que restringe el movimiento relativo entre dos partes de un mecanismo, permitiendo solo el movimiento deseado y reduciendo la fricción entre ambos. Su diseño puede permitir tanto un movimiento rotativo como lineal de la parte libre; y permite controlarlo limitando el desplazamiento inducido gracias a las fuerzas normales que operan en las zonas de apoyo entre las partes móviles.
Los cojinetes giratorios sostienen en su posición correcta componentes capaces de rotar, como ejes o semiejes que forman parte de sistemas mecánicos, y transfieren cargas axiales y radiales hasta la estructura de soporte. La forma más simple de cojinete, el cojinete de deslizamiento, consiste en un eje que gira en un orificio. Otra característica habitual es la lubricación que se utiliza para reducir la fricción. En los rodamientos (como en el caso de los rodamientos de bolas), para reducir la fricción por deslizamiento, se disponen elementos rodantes (como rodillos o bolas) situados entre el elemento rotativo y la pieza en la que se apoya, que ruedan confinados a lo largo de unos surcos o pistas de rodadura diseñados al efecto. Existe una gran variedad de diseños de rodamientos, adaptados para lograr la máxima eficiencia, fiabilidad, durabilidad y rendimiento en cada aplicación.
Los cojinetes más simples son las superficies de apoyo, con diversos diseños de su forma, tamaño, rugosidad y la ubicación de las superficies. Otros cojinetes, especialmente los rodamientos, suelen ser dispositivos compactos separados que se diseñan para ser instalados en una máquina o en una de sus partes. Los rodamientos más sofisticados para aplicaciones mecánicamente muy exigentes son dispositivos de alta precisión, cuya fabricación exige algunos de los más altos estándares de la tecnología actual.

## Etimología
El término cojinete es un diminutivo del nombre cojín, haciendo referencia a su cometido como elemento de apoyo y a su pequeño tamaño.

## Historia

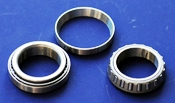
Rodamiento de rodillos cónicos.

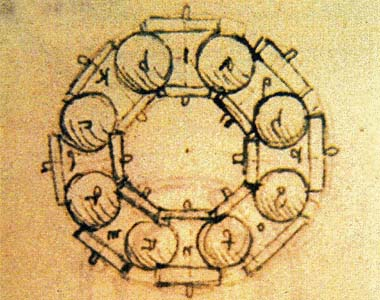
Dibujo de Leonardo da Vinci (1452-1519) titulado Estudio de un cojinete de bolas.

La invención del rodamiento, en forma de rodillos de madera que sostienen un objeto que se mueve, es muy antigua, y puede ser anterior a la invención de la rueda utilizada para el transporte que gira sobre un cojinete liso.
Aunque a menudo se afirma que los egipcios usaban troncos como rodillos situados debajo de plataformas de arrastre, es una especulación moderna. Los propios dibujos del período del Antiguo Egipto encontrados en la tumba de Dyehutyhotep muestran el proceso de mover enormes bloques de piedra empleando trineos con los patines lubricados con líquidos que constituirían una forma de cojinetes de deslizamiento. También hay dibujos egipcios de superficies de deslizamiento lisas preparadas con herramientas manuales.
Los vehículos con ruedas que utilizaban cojinetes lisos debieron aparecer entre el 5000 y el 3000 a. C.
El primer ejemplo conocido de un cojinete con elementos rodantes es un rodamiento de bolas de madera que sostiene una mesa giratoria de época romana, encontrada entre los restos de los barcos de Nemi (hallados junto a la villa imperial de Calígula en el lago de Nemi, en Italia), que datan del año 40 d. C.
Leonardo da Vinci incorporó dibujos de cojinetes de bolas en su diseño para un helicóptero alrededor del año 1500. Este es el primer dibujo que testimonia la idea de utilizar rodamientos en un diseño aeronáutico. Sin embargo, Agostino Ramelli (1531-1610) sería el primero en publicar un libro con bocetos de rodamientos de rodillos y de empuje. Un problema con los cojinetes de bolas y de rodillos es que las bolas o los rodillos rozan entre sí, lo que provoca una fricción adicional, que se puede reducir separándolos mediante jaulas. El cojinete de bolas enjauladas fue descrito originalmente por Galileo en el siglo XVII.
El primer rodamiento de rodillos enjaulado práctico fue inventado a mediados de la década de 1740 por el relojero británico John Harrison para su cronómetro marino H3, donde se empleaba un cojinete para permitir un movimiento oscilante de baja amplitud, pero también usó un cojinete similar en una aplicación verdaderamente rotatoria en un reloj contemporáneo.

### Era industrial

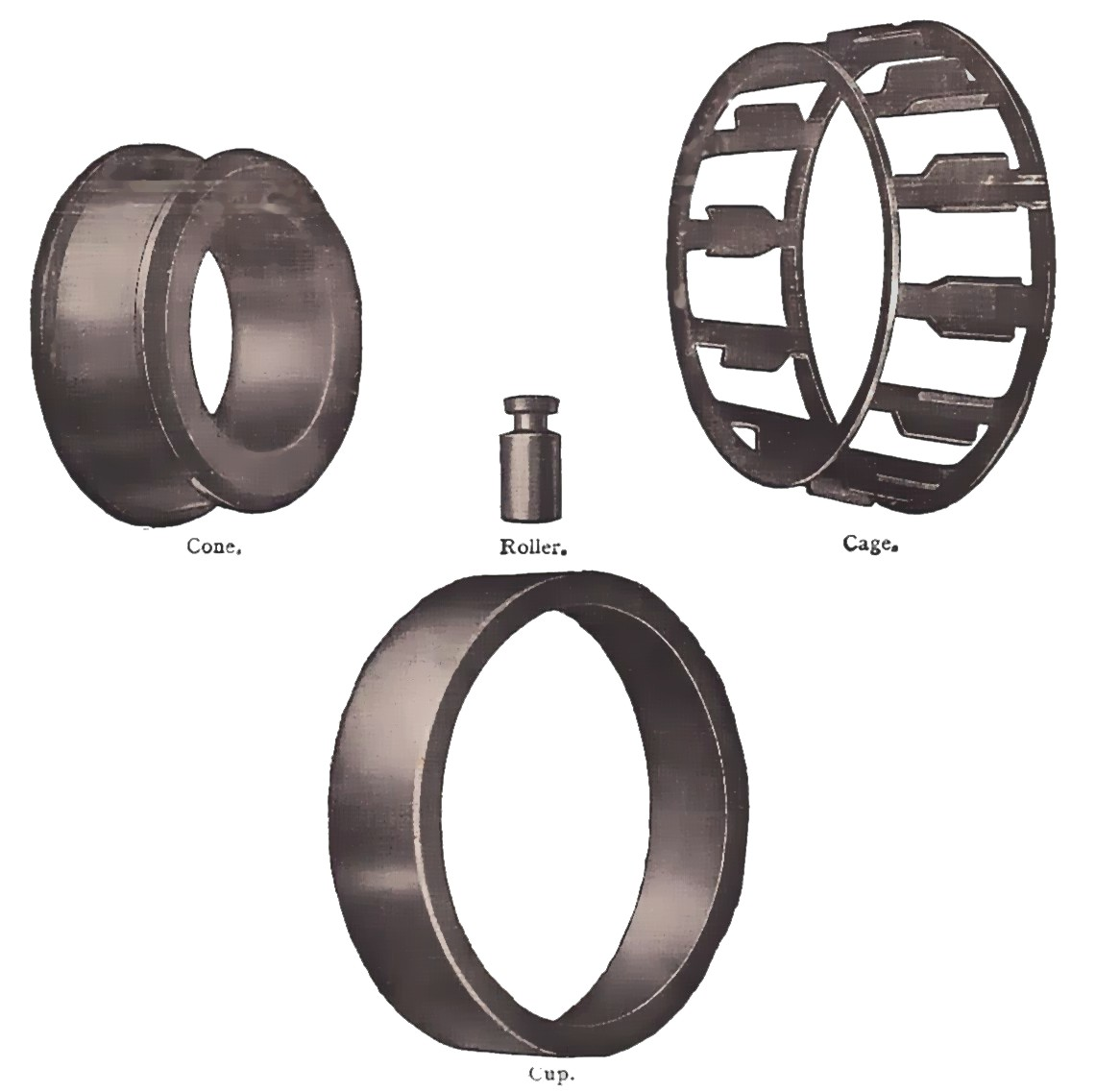
Antiguo rodamiento de rodillos cónicos indentados de la marca Timken.

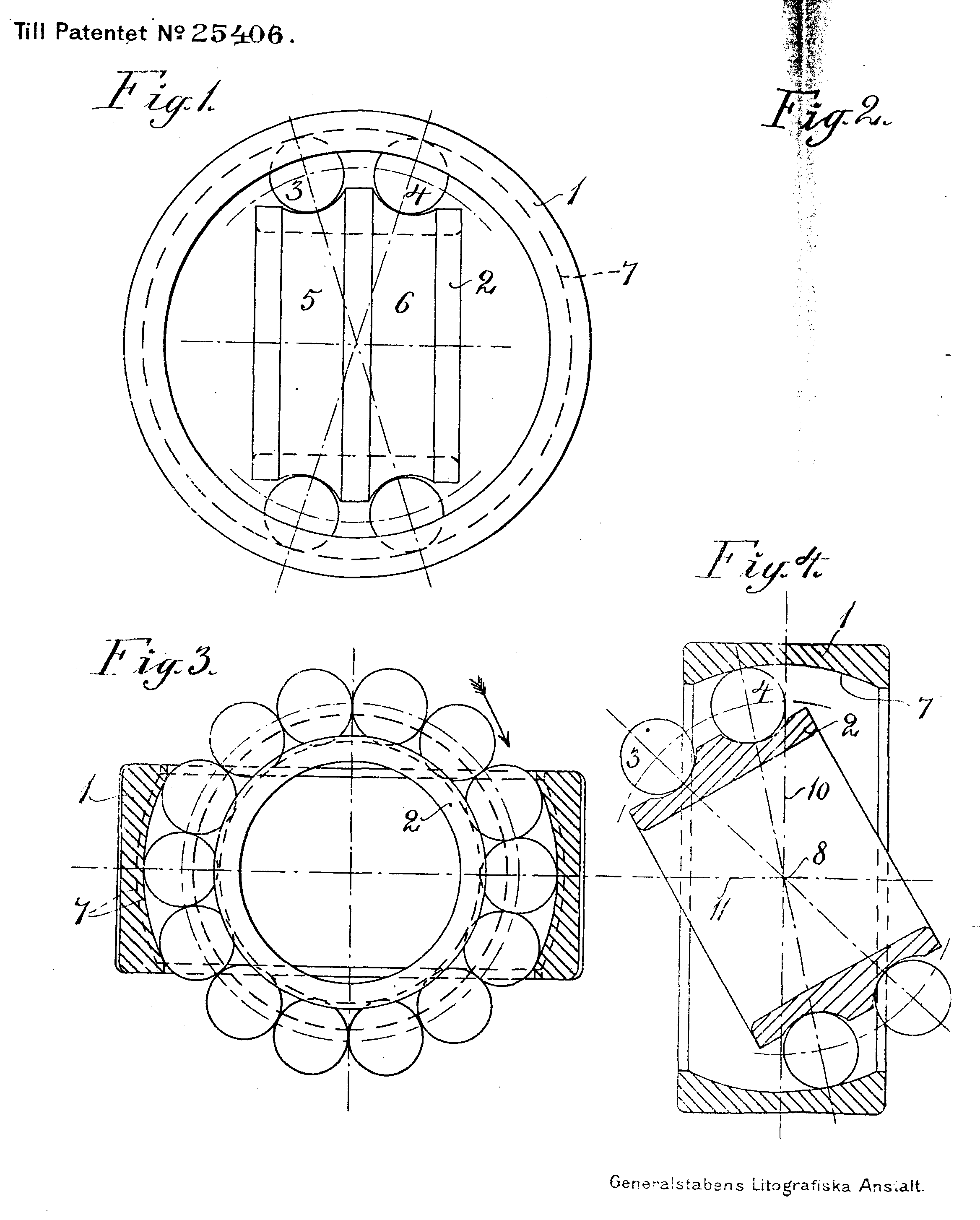
Patente original de Wingquist de un rodamiento de bolas capaz de pivotar como una rótula.

La primera patente moderna registrada de un rodamiento de bolas fue otorgada a Philip Vaughan, un inventor y maestro de forja británico que ideó el primer diseño de un rodamiento de bolas en Carmarthen en 1794. El suyo fue el primer diseño moderno de rodamientos de bolas, con las bolas rodando en una ranura perimetral practicada en el cuerpo del eje. Los rodamientos jugaron un papel fundamental en la naciente Revolución Industrial, permitiendo que la nueva maquinaria funcionara de manera más eficiente.
Los primeros cojinetes lisos y de elementos rodantes fueron de madera, seguidos al poco tiempo por los de bronce. A lo largo de su historia, se han fabricado con muchos materiales, incluidos cerámica, zafiro, vidrio, acero, bronce, otros metales y distintos plásticos (como nailon, poliacetal, politetrafluoroetileno o polietileno de alta densidad), que se siguen utilizando en la actualidad.
Los relojeros producen relojes "joyados" que utilizan cojinetes lisos de rubí para reducir la fricción, lo que permite un cronometraje más preciso.
Incluso los materiales más básicos pueden tener una buena durabilidad. Por ejemplo, los cojinetes de madera todavía se pueden ver en relojes antiguos o en los molinos hidráulicos donde el agua proporciona refrigeración y lubricación.
La primera patente de un rodamiento de bolas de estilo radial fue otorgado a Jules Suriray, un mecánico de bicicletas parisino, el 3 de agosto de 1869. Más adelante, los rodamientos se instalaron en la bicicleta con la que James Moore se impuso en la primera carrera de bicicletas en carretera del mundo, la París-Ruan disputada en noviembre de 1869.
En 1883, Friedrich Fischer, fundador de la empresa FAG, desarrolló un método para amolar y pulir en serie  bolas de igual tamaño y esfericidad precisa, que sentó las bases para la creación de una industria independiente de rodamientos. Su ciudad natal, Schweinfurt (Alemania), se convirtió más tarde en un centro líder mundial en la producción de rodamientos de bolas.
El diseño moderno y autoalineable de los rodamientos de bolas se atribuye al ingeniero Sven Wingquist de la empresa fabricante de rodamientos de bolas SKF en 1907, cuando se le otorgó la patente sueca n.º 25406.
Henry Timken, un visionario empresario del siglo XIX dedicado a la fabricación de carruajes, patentó el rodamiento de rodillos cónicos en 1898. Al año siguiente formó una empresa para producir su innovación. Durante más de un siglo, la empresa creció para fabricar rodamientos de todo tipo, incluyendo el uso de aceros especiales en una variada gama de productos y servicios relacionados.
Erich Franke inventó y patentó el rodamiento con cercos de alambre en 1934. Su atención se centró en un diseño de cojinete con una sección transversal lo más pequeña posible y que pudiera integrarse en el diseño de la carcasa. Después de la Segunda Guerra Mundial, fundó junto con Gerhard Heydrich la empresa Franke & Heydrich KG (hoy Franke GmbH) para impulsar el desarrollo y la producción de rodamientos de bolas.
La extensa investigación de Richard Stribeck sobre aceros para cojinetes de bolas, le llevó a identificar la metalurgia del acero 100Cr6 (AISI 52100) de uso común, cuyo coeficiente de fricción varía en función de la presión recibida.
Diseñado en 1968 y luego patentado en 1972, el cofundador de Bishop-Wisecarver, Bud Wisecarver, creó ruedas guía con cojinetes de ranura en V, un tipo de cojinete de movimiento lineal, cuyos surcos están formados por sendas acanaladuras en forma de V a 90 grados.
A principios de la década de 1980, el fundador de Pacific Bearing, Robert Schroeder, inventó el primer cojinete liso de dos materiales cuyo tamaño era intercambiable con los cojinetes lineales de bolas. Este rodamiento tenía una carcasa de metal (aluminio, acero o acero inoxidable) y una capa de material a base de teflón conectada por una fina capa adhesiva.
Hoy en día, los rodamientos de bolas y de rodillos se utilizan en muchas aplicaciones que incluyen un componente giratorio. Ejemplos notables son los cojinetes de ultra alta velocidad utilizados en taladros dentales, los cojinetes aeroespaciales del Mars Rover, los cojinetes de ruedas y las cajas de cambios en automóviles, los cojinetes de deflexión en sistemas de alineación óptica, los cubos de ruedas de bicicletas y cojinetes de aire utilizados en las máquinas de medición por coordenadas.

## Tipos

Animación de un rodamiento de bolas (figura ideal sin jaula). El anillo interior gira y el anillo exterior permanece estacionario.

Existen distintos tipos de cojinetes, con diferentes formas, materiales, lubricación o principios de funcionamiento. Con mucho, el rodamiento más común es el cojinete de deslizamiento, en el que se usan superficies en contacto con fricción, a menudo lubricados con aceite o grafito. Un cojinete liso puede ser nada más que la superficie de apoyo de un agujero atravesado por un eje, o una superficie plana en la que se apoya otro elemento, lo que se define como un dispositivo no discreto. En el caso de una capa de metal Babbit fusionada con el sustrato para facilitar el deslizamiento, se habla de un dispositivo semidiscreto; y cuando tiene la forma de un manguito separable entonces se trata de una superficie de apoyo discreta. Con la lubricación adecuada, los cojinetes lisos a menudo brindan una precisión, vida útil y fricción completamente aceptables a un costo mínimo, y por lo tanto, son muy utilizados. 
Sin embargo, existen muchas aplicaciones en las que un tipo de rodamiento específico puede mejorar la eficiencia, la precisión, los intervalos de servicio, la fiabilidad, la velocidad de operación, el tamaño, el peso y los costos de compra y operación de la maquinaria.
Hay al menos 6 tipos comunes de rodamientos, cada uno de los cuales funciona con principios diferentes:
- Cojinete de deslizamiento, que consta de un eje que gira en un agujero. Hay varios estilos específicos: buje, cojinete de deslizamiento, cojinete de manguito, cojinete de rifle, cojinete de materiales compuestos
- Rodamiento, en el que los elementos rodantes colocados entre el surco giratorio y el estacionario que evitan la fricción por deslizamiento. Hay dos tipos principales:
  - Rodamiento de bolas, en el que los elementos rodantes son bolas esféricas
  - Rodamientos con rodillos cilíndricos, cónicos o esféricos
- Cojinete de rubí, un cojinete liso en el que una de las superficies de apoyo está hecha de un material vítreo ultraduro como el zafiro para reducir la fricción y el desgaste
- Cojinete de fluido, un rodamiento sin contacto en el que la carga es soportada por un líquido o gas (como en un cojinete de aire)
- Cojinete magnético, en el que la carga está soportada por un campo magnético
- Cojinete de flexión, en el que el movimiento es soportado por un elemento de carga que se puede doblar

## Movimientos
Los movimientos comúnmente permitidos por los cojinetes son:
- Rotación radial, como el giro del eje de una turbina
- Movimiento lineal, como el movimiento de un cajón
- Rotación esférica, como en las rótulas
- Movimiento de bisagra, propio de las puertas y de articulaciones como codos y rodillas

## Fricción
La reducción de la fricción en los cojinetes suele ser importante para optimizar su eficiencia, para reducir el desgaste y para facilitar el uso prolongado a altas velocidades, evitando el sobrecalentamiento y fallos prematuros del cojinete. Esencialmente, un rodamiento puede reducir la fricción en virtud de su forma, de su material, o introduciendo y conteniendo un fluido entre superficies o bien separando las superficies con un campo electromagnético.
- Por la forma: los rodamientos que usan esferas o rodillos, o los cojinetes de flexión
- Por el material: se aprovecha la naturaleza del material de rodamiento utilizado, como en el caso de los plásticos de baja fricción superficial
- Por fluido: se aprovecha la baja viscosidad de una capa de fluido, que sirve como lubricante o como medio presurizado para evitar que las dos partes sólidas se toquen, o reduciendo la fuerza normal entre ellas
- Por campos: se valen de campos electromagnéticos para evitar que las piezas en movimiento rocen entre sí
- Por presión de aire: se utiliza aire a presión para evitar que las partes sólidas se toquen

Incluso pueden emplearse combinaciones de algunos de estos sistemas dentro del mismo rodamiento. Un ejemplo son los rodamientos en los que se usa un material plástico para la jaula que separa los rodillos/bolas, que a su vez reducen la fricción por su forma y acabado.

## Cargas
El diseño de los rodamientos varía según el tamaño y las direcciones de las fuerzas que deben soportar. Las fuerzas pueden ser predominantemente radiales, axiales (cojinetes de empuje) o esfuerzos flectores perpendiculares al eje principal.

## Velocidades
Los distintos tipos de rodamientos tienen diferentes límites de velocidad de funcionamiento. Generalmente se especifican como velocidades superficiales relativas máximas, a menudo expresadas en pies/s o m/s. Los rodamientos de rotación suelen describir el rendimiento en términos del producto "DN", donde "D" es el diámetro medio (a menudo en mm) del rodamiento y "N" es la velocidad de rotación en revoluciones por minuto.
En general, existe una considerable superposición de rangos de velocidad entre los tipos de rodamientos. Los cojinetes lisos generalmente manejan solo las velocidades más bajas, los cojinetes de elementos rodantes permiten giros más rápidos, seguidos por los cojinetes de fluidos y finalmente por los cojinetes magnéticos, limitados en última instancia por la fuerza centrípeta que supera la resistencia del material.

## Holgura direccional o juego
En algunas aplicaciones se generan cargas de apoyo desde diferentes direcciones, pero los cojinetes solo toleran un juego limitado o "inclinación" (ángulo con respecto a la dirección normal del eje) a medida que cambia la carga aplicada. Una fuente de movimiento son los espacios o "juegos" en el cojinete. Por ejemplo, un eje de 10 mm en un orificio de 12 mm tiene una holgura de 2 mm.
El juego permitido varía mucho según el uso. Por ejemplo, una rueda de carretilla soporta cargas radiales y axiales. Las cargas axiales pueden suponer cientos de newtons de fuerza hacia la izquierda o hacia la derecha y, por lo general, es aceptable que la rueda se tambalee hasta 10 mm bajo la carga variable. Por el contrario, un torno puede situar una herramienta de corte con una precisión de ±0,002 mm utilizando un husillo de bolas sostenido por rodamientos giratorios, que deben soportar cargas axiales de miles de newtons en cualquier dirección.

## Rigidez
Una segunda fuente de movimiento es la elasticidad del propio rodamiento. Por ejemplo, las bolas en un rodamiento tienen una cierta flexibilidad, y bajo carga se deforman adoptando una figura ligeramente aplanada. El surco que recorren los rodillos también posee un comportamiento elástico, y desarrolla una ligera abolladura donde recibe la presión de las bolas.
La rigidez de un rodamiento está relacionada con cómo varía con la carga aplicada la distancia entre las partes que están separadas. En los cojinetes de elementos rodantes, está ligada a la tensión soportada entre las bolas y los surcos que recorren. Con los cojinetes de fluidos, se debe a cómo varía con la presión del fluido el espacio entre las piezas (cuando se cargan correctamente, los cojinetes de fluidos suelen ser más rígidos que los cojinetes de elementos rodantes).

## Vida útil
Cojinetes de fluidos y magnéticos
Los cojinetes de fluidos y magnéticos pueden tener una vida útil prácticamente indefinida. En la práctica, existen cojinetes de fluido que soportan cargas elevadas en plantas hidroeléctricas que han estado en servicio casi continuo desde alrededor de 1900 y que no muestran signos de desgaste.
Cojinetes de elementos rodantes
La vida útil de los cojinetes de los elementos rodantes está determinada por la carga, la temperatura, el mantenimiento, la lubricación, los defectos del material, la contaminación, la manipulación, la instalación y otros factores. Todos estos factores pueden tener un efecto significativo en la vida útil de un rodamiento. Por ejemplo, la vida útil de los rodamientos en una aplicación se prolongó drásticamente al cambiar la forma en que se almacenaban los rodamientos antes de su instalación y uso, ya que las vibraciones durante el almacenamiento provocaban problemas con el lubricante incluso cuando la única carga sobre el rodamiento era su propio peso; el daño resultante es a menudo un falso punzonamiento. La vida útil de los rodamientos se determina mediante valores estadísticos: varias muestras de un rodamiento dado, a menudo exhibirán una vida útil según una campana de Gauss, y algunas muestras presentarán una vida significativamente mejor o peor. Su vida útil varía porque la estructura microscópica y la contaminación varían mucho, incluso cuando macroscópicamente parecen idénticas.

### Vida útil L10
Los rodamientos a menudo se especifican para dar una vida útil "L10" (fuera de los EE. UU. también se puede denominar "B10"). Es la duración en la que se puede esperar que el diez por ciento de los rodamientos en esa aplicación hayan quedado fuera de servicio debido a fallos por fatiga de materiales clásica (y no por cualquier otro modo de fallo provocado por falta de lubricación, montaje incorrecto u otros problemas), o, alternativamente, el período de tiempo en el que el noventa por ciento seguirá funcionando. La vida L10 del cojinete es una duración teórica y puede no representar la vida útil real de un cojinete determinado. Los rodamientos también se clasifican utilizando el valor C0 (carga estática). Esta clasificación de carga básica es un valor de referencia, y no un valor de carga real.
Cojinetes lisos

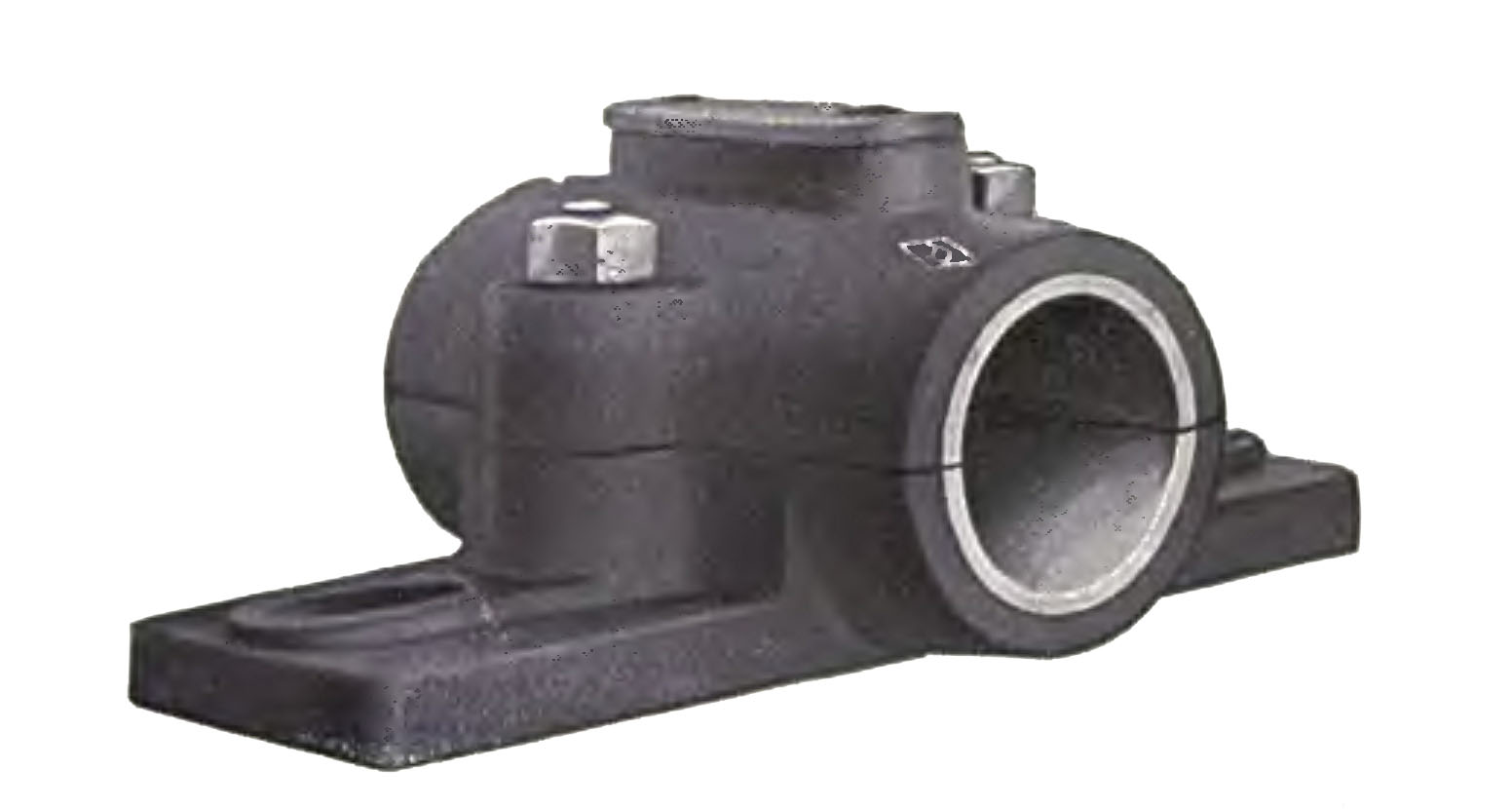
Cojinete de deslizamiento radial, por partes:
el cilindro claro es donde se sitúa el árbol,
la tapa negra desmontable para la lubricación (fricción mixta).

Para los cojinetes lisos, algunos materiales dan una vida mucho más larga que otros. Algunos de los relojes de John Harrison todavía funcionan después de cientos de años debido a la madera de guayacán empleada en su construcción, mientras que sus relojes de metal rara vez funcionan debido a problemas de desgaste.
En un cojinete liso, dos casquillos tienen un movimiento en contacto directo, realizándose un deslizamiento por fricción. Con el fin de que el rozamiento sea el menor posible, se seleccionan materiales y lubricantes adecuados. Los lubricantes tienen la función de crear una película deslizante que separe los dos materiales o evite el contacto directo. Como material de los casquillos se suele emplear el metal Babbitt.
Al tocarse las dos partes, el desgaste en las superficies de contacto limita su vida útil. La generación de una película lubricante que separe las dos piezas del mecanismo mediante una lubricación completa, requiere un sistema adicional para elevar la presión del lubricante. Este sistema se usa solo en máquinas de gran tamaño, con grandes cojinetes de deslizamiento. La resistencia al deslizamiento provoca la conversión de parte de la energía cinética en calor, lo que se traduce en que las partes que sostienen los casquillos del cojinete deban ser muy resistentes tanto mecánica como térmicamente.
Cojinetes de flexión
Los cojinetes de flexión se basan en las propiedades elásticas del material de una pieza que se dobla repetidamente. Algunos materiales fallan después de ser sometidos a flexión repetida, incluso con cargas bajas, pero una selección cuidadosa del material y un diseño adecuado pueden hacer que la vida útil de los cojinetes de flexión sea indefinida.
Cojinetes de corta duración
Aunque a menudo es deseable una larga vida útil de los rodamientos, a veces no es necesaria.Harris, 2001 describe un rodamiento para una bomba de oxígeno del motor de un cohete que alcanzaba tan solo algunas horas de vida, pero un valor muy por encima del lapso de decenas de minutos de vida estrictamente necesario.
Cojinetes de materiales compuestos
Según sus especificaciones particulares, los cojinetes de materiales compuestos pueden funcionar hasta 30 años sin mantenimiento.
Cojinetes oscilantes
Para los rodamientos que se utilizan en aplicaciones oscilantes se utilizan enfoques específicos para calcular L10.

### Factores externos
La vida útil de un rodamiento se ve afectada por muchos parámetros que no controla el fabricante que lo ha suministrado. Por ejemplo, el montaje del rodamiento, la temperatura, la exposición al entorno externo, la limpieza del lubricante o el paso de corrientes eléctricas. Los inversores electrónicos de alta frecuencia pueden inducir corrientes parásitas en un rodamiento, que pueden suprimirse mediante el uso de un núcleo de ferrita.
La temperatura y las características físicas de las microsuperficies de apoyo determinarán la cantidad de fricción en los contactos entre las partes sólidas.
Ciertos elementos y campos reducen la fricción mientras aumentan las velocidades.
Las fuerzas previstas para el régimen de trabajo y el grado de movilidad permiten determinar la cantidad de carga que puede soportar el tipo de rodamiento.
Los factores de alineación pueden desempeñar un papel perjudicial en el desgaste, aunque este problema se puede mitigar eficazmente mediante la monitorización informatizada de su evolución, y de forma casi definitiva, con los tipos de cojinetes que evitan el roce prácticamente por completo, como los de levitación magnética o los de aire u otros fluidos a presión.

## Montaje
Hay muchos métodos para montar rodamientos, que generalmente se valen de un ajuste de interferencia. El ajuste a presión y el ajuste por contracción consisten en insertar un rodamiento en un orificio o en un eje. En estos casos, es importante mantener el diámetro interior del alojamiento y el diámetro exterior del eje dentro de límites muy ajustados, lo que puede implicar una o más operaciones de escariado, varias operaciones de refrentado y taladrado, roscado y operaciones de enhebrado. Alternativamente, también se puede lograr el ajuste de interferencia deseado mediante la adición de un anillo de tolerancia.

## Mantenimiento y lubricación
Muchos rodamientos requieren mantenimiento periódico para evitar fallos prematuros, aunque otros muchos apenas requieren mantenimiento. Estos últimos incluyen varios tipos de cojinetes de polímero, fluidos y magnéticos, así como cojinetes de elementos rodantes que se describen con términos que incluyen "cojinete sellado" y "sellado de por vida", que incorporan un sellado para mantener fuera la suciedad y evitar que se escape la grasa que los lubrica. Se usan con éxito en muchas aplicaciones, brindando un funcionamiento libre de operaciones de mantenimiento, aunque en algunos casos no pueden usarse de manera efectiva.
Los rodamientos no sellados a menudo tienen un punto de engrase destinado a facilitar la lubricación periódica con una aceitera, o una recámara para ser llenada periódicamente con aceite. Antes de la década de 1970 no eran habituales, y el engrasado era una actividad más común que en la actualidad. Por ejemplo, los chasis de los automóviles solían requerir "trabajos de lubricación" casi tan a menudo como los cambios de aceite del motor, pero los chasis de los automóviles de hoy en día en su mayoría están sellados de por vida. Desde finales de 1700 hasta mediados de 1900, la industria dependía de muchos trabajadores llamados engrasadores para lubricar la maquinaria con frecuencia.
Actualmente, las máquinas de fábrica suelen tener "sistemas de lubricación", en los que una bomba central suministra cargas periódicas de aceite o grasa desde un depósito a través de "líneas de lubricación" a los diversos "puntos de lubricación" en las superficies de apoyo de la máquina, los cojinetes, o los bloques de almohada. La sincronización y el número de dichos "ciclos de lubricación" se regulan mediante el control computarizado de la máquina, utilizando un controlador lógico programable o sistemas de control numérico, así como mediante funciones de operación manual cuando se necesitan ocasionalmente. Este proceso automatizado es la forma en que se lubrican todas las máquinas herramienta asistidas electrónicamente modernas y muchas otras máquinas de fábrica actuales. 
También se utilizan sistemas de lubricación similares en máquinas no automatizadas, en cuyo caso se dispone de una bomba manual que se supone que el operador de la máquina debe bombear una vez al día (para máquinas en uso constante) o una vez a la semana. Estos se denominan "sistemas de un solo paso" por su principal punto de accionamiento: un solo tirón de una manija sirve para lubricar la máquina completa, en lugar de una docena de posiciones diferentes alrededor de la máquina donde usar una aceitera o una lata de aceite.
El sistema de lubricación dentro de un motor moderno de automóvil o camión es similar en concepto a los sistemas de lubricación mencionados anteriormente, excepto en que el aceite se bombea continuamente. Gran parte de este aceite fluye a través de pasajes perforados o fundidos en la culata y en el bloque del motor, llegando a través de estos conductos directamente a los cojinetes y saliendo a chorros a otros lugares para proporcionar un baño de aceite. La bomba de aceite simplemente bombea constantemente, y cualquier exceso de aceite bombeado escapa continuamente a través de una válvula de alivio hacia el sumidero del cárter.
Muchos rodamientos en operaciones industriales de alto ciclo necesitan lubricación y limpieza periódicas, y muchos requieren un ajuste ocasional, como un ajuste de precarga, para minimizar los efectos del desgaste.
La vida útil del rodamiento suele ser mucho mayor cuando se mantiene limpio y bien lubricado. Sin embargo, muchas aplicaciones dificultan un buen mantenimiento. Un ejemplo son los rodamientos de la cinta transportadora de una trituradora de rocas, están continuamente expuestos a partículas abrasivas duras. La limpieza es de poca utilidad por la dificultad que implica, y porque el rodamiento se ensucia nuevamente tan pronto como el transportador reanuda la operación. Por lo tanto, un buen programa de mantenimiento podría lubricar los cojinetes con frecuencia, pero no incluir ningún desmontaje para la limpieza. La lubricación frecuente, por su naturaleza, proporciona un tipo limitado de acción de limpieza, al desplazar el aceite o la grasa más antiguos (llenos de arena) por una carga nueva, que a su vez acumula arena antes de ser desplazada por el próximo ciclo. Otro ejemplo, son los cojinetes de las turbinas eólicas, que dificultan su mantenimiento ya que la góndola se coloca al aire en zonas de viento fuerte. Además, la turbina no siempre funciona y está sujeta a un comportamiento operativo diferente en diferentes condiciones climáticas, lo que hace que la lubricación adecuada sea un desafío.

### Detección de fallos en la pista exterior de cojinetes de elementos rodantes
Los rodamientos se utilizan ampliamente en las industrias actuales y, por lo tanto, su mantenimiento se convierte en una tarea importante. Los elementos rodantes tienden a desgastarse can facilidad debido al contacto de metal con metal, lo que genera fallos en la pista exterior, la pista interior y los propios rodillos. También es el componente más vulnerable de una máquina porque a menudo se encuentra bajo condiciones de alta carga y alta velocidad de funcionamiento. El diagnóstico regular de fallos en los cojinetes de elementos rodantes es fundamental para la seguridad industrial y las operaciones de las máquinas, además de reducir los costos de mantenimiento o evitar el tiempo de parada. Entre la pista exterior, la pista interior y la bola, la pista exterior tiende a ser más vulnerable a fallos y defectos.
Los elementos rodantes pueden excitar la frecuencia fundamental del componente del rodamiento cuando pasan por un punto dañado en la pista exterior. Por lo tanto, se necesita identificar la frecuencia natural de la pista exterior del rodamiento y sus armónicos. Los fallos de los cojinetes crean impulsos y dan como resultado fuertes armónicos de las frecuencias de fallo en el espectro de señales de vibración, que a veces quedan enmascaradas por frecuencias adyacentes en los espectros debido a su poca energía. Por lo tanto, a menudo se necesita una resolución espectral muy alta para identificar estas frecuencias durante un análisis mediante una transformada rápida de Fourier.
La frecuencia fundamental de un rodamiento con las condiciones de contorno libres es de 3 kHz. Por lo tanto, para utilizar el método de ancho de banda de la resonancia de un componente de un rodamiento para detectar el fallo en una etapa inicial, se debe utilizar un acelerómetro con un rango de medición de alta frecuencia, y es necesario registrar datos durante un período prolongado. Una frecuencia característica de fallo solo se puede identificar cuando la extensión del fallo es severa, como la presencia de un agujero en la pista exterior. Los armónicos de la frecuencia de fallo son un indicador más sensible en la pista exterior del rodamiento. Para una detección más rigurosa de fallos en rodamientos defectuosos, las técnicas de forma de onda y análisis del espectro ayudarán a revelarlos. Sin embargo, si se usa una desmodulación de alta frecuencia en el análisis envolvente para detectar frecuencias características de fallos en los rodamientos, los profesionales de mantenimiento deben ser más cuidadosos en el análisis debido a la influencia de la resonancia, ya que puede contener o no componentes de frecuencias de fallo.
El uso del análisis espectral como herramienta para identificar los fallos en los rodamientos se enfrenta a complejos desafíos debido a problemas como la baja energía, la baja nitidez de la señal, o la cicloestacionalidad. A menudo se desea una alta resolución para diferenciar los componentes de la frecuencia de fallo de otras frecuencias adyacentes de gran amplitud. Por lo tanto, cuando se muestrea la señal para el análisis por la transformada rápida de Fourier, la longitud de la muestra debe ser lo suficientemente grande para brindar una resolución de frecuencia adecuada en el espectro. Además, mantener el tiempo de cálculo y la memoria dentro de los límites y evitar truncamientos no deseados puede ser exigente. Sin embargo, se puede obtener una resolución de frecuencia mínima requerida al estimar las frecuencias de fallo del cojinete y otros componentes de frecuencia de vibración y sus armónicos en función de la velocidad del eje, la desalineación, la frecuencia de funcionamiento, o el efecto de la caja de engranajes.

### Confinamiento del lubricante
Algunos rodamientos usan una grasa espesa para la lubricación, que se introduce en los espacios existentes entre las superficies de apoyo, también conocido como "empaquetadura". La grasa se mantiene en su lugar mediante una junta de plástico, cuero o goma (antiguamente conocida como prensaestopas) que cubre los bordes interior y exterior de la pista del cojinete para evitar que se escape el lubricante.
Los rodamientos también se pueden empaquetar con otros materiales. Históricamente, las ruedas de los vagones de ferrocarril usaban cojinetes de manguito llenos de "desechos" o trozos sueltos de algodón o fibra de lana empapados en aceite confinados en las denominadas cajas de grasa, y posteriormente pasaron a emplear almohadillas sólidas de algodón.

### Engrasador de anillo
Los rodamientos se pueden lubricar con un anillo de metal que se desplaza libremente sobre el eje giratorio central del rodamiento. Este anillo cuelga dentro de una cámara que contiene aceite lubricante. A medida que el cojinete gira, la adhesión viscosa sube el aceite por el anillo y lo deposita en el eje, donde migra al cojinete para lubricarlo. El exceso de aceite se expulsa y vuelve a acumularse en la cámara.

### Lubricación por salpicadura
Una forma rudimentaria de engrase es la lubricación por salpicdura. Algunas máquinas contienen una cubeta llena de lubricante en la parte inferior, con engranajes parcialmente sumergidos en el líquido o bielas que pueden girar hacia abajo e introducirse en el recipiente mientras funciona el dispositivo. Las ruedas giratorias arrojan aceite al aire a su alrededor, mientras que las bielas golpean la superficie del aceite y lo salpican al azar en las superficies interiores del motor. Algunos motores de combustión interna pequeños contienen específicamente "ruedas deflectoras" de plástico especial que esparcen aceite al azar alrededor del interior del mecanismo.

### Lubricación a presión
Para máquinas de alta velocidad y alta potencia, la pérdida de lubricante puede resultar en un rápido calentamiento de los rodamientos y daños debido a la fricción. También en ambientes sucios, el aceite puede contaminarse con polvo o desechos que aumentan la fricción. En estas aplicaciones, se puede disponer continuamente de un nuevo suministro de lubricante al rodamiento y a todas las demás superficies de contacto, y el exceso se puede recolectar para filtrarlo, enfriarlo y posiblemente reutilizarlo. La lubricación a presión se usa comúnmente en motores de combustión interna grandes y complejos en aquellas partes del motor donde el aceite salpicado directamente no puede llegar, como en los conjuntos de válvulas superiores. Los turbocompresores de alta velocidad también suelen requerir un sistema de aceite presurizado para enfriar los cojinetes y evitar que se quemen debido al calor de la turbina.

### Rodamientos compuestos
Los cojinetes compuestos están diseñados con un revestimiento de politetrafluoroetileno (PTFE) autolubricante con un respaldo de metal laminado. El revestimiento de PTFE ofrece una fricción constante y controlada, además de durabilidad, mientras que el respaldo de metal garantiza que el cojinete compuesto sea robusto y capaz de soportar altas cargas y tensiones durante su larga vida útil. Su diseño también lo hace liviano: una décima parte del peso de un rodamiento tradicional.

## Tipos
Hay muchos tipos diferentes de rodamientos. La investigación en nuevos diseños es constante, con el fin de reducir la fricción, aumentar la carga útil de los rodamientos y aumentar la acumulación de impulso y la velocidad.
| Tipo | Descripción | Fricción | Rigidez†                                                                      | Velocidad                                                                                   | Vida útil | Notas |
| --- | --- | --- | ----------------------------------------------------------------------------- | ------------------------------------------------------------------------------------------- | --- | --- |
| Cojinete de deslizamiento | Superficies en contacto, generalmente con lubricante; algunos cojinetes usan lubricación por bombeo y se comportan de manera similar a los cojinetes de fluidos | Depende de los materiales y la construcción, el PTFE tiene un coeficiente de fricción de ~0,05 a 0,35, según el engrase utilizado | Buena, siempre que el desgaste sea bajo, pero normalmente hay algo de holgura | Baja a muy alta                                                                             | Baja a muy alta: depende de la aplicación y la lubricación                                                                                          | Ampliamente utilizado, fricción relativamente alta, sufre de fricción estática en algunas aplicaciones. Dependiendo de la aplicación, la vida útil puede ser mayor o menor que la de los rodamientos |
| Rodamiento | Se utilizan bolas o rodillos para evitar o minimizar el roce | El coeficiente de fricción de rodadura con el acero puede ser de ~0,005 (la resistencia agregada debido a los sellos, la grasa empacada, la precarga y la desalineación puede aumentar la fricción hasta 0,125)                                                      | Bien, pero suele haber algo de holgura                                        | Moderada a alta (a menudo requiere enfriamiento)                                            | Moderada a alta (depende de la lubricación, a menudo requiere mantenimiento)                                                                        | Utilizado para cargas de momento más altas que los cojinetes lisos con menor fricción |
| Cojinete de rubí | Rodillos de rodamientos descentrados en asientos | Baja | Baja debido a la flexión                                                      | Baja                                                                                        | Adecuada (requiere mantenimiento) | Se utiliza principalmente en trabajos de baja carga y alta precisión, como relojes. Los cojinetes de rubí pueden ser muy pequeños                                                                    |
| Cojinete de fluido | El fluido es forzado entre dos caras y retenido por el sellado perimetral                                                                                       | Fricción cero a velocidad cero, baja | Muy alta                                                                      | Muy alta (generalmente limitada a unos pocos cientos de pies por segundo en/por el sellado) | Prácticamente infinita en algunas aplicaciones, puede desgastarse durante el inicio/apagado en algunos casos. Mantenimiento a menudo insignificante | Puede fallar rápidamente debido a la arena, el polvo u otros contaminantes. Libre de mantenimiento en uso continuo. Puede manejar cargas muy grandes con baja fricción                               |
| Cojinete magnético | Las caras de rodamiento se mantienen separadas por imanes (electroimanes o mediante corrientes de Foucault)                                                     | Fricción cero a velocidad cero, pero requiere un suministro de potencia constante para generar la levitación, las corrientes de Foucault se inducen a menudo cuando se produce el movimiento, pero pueden ser insignificantes si el campo magnético es casi estático | Baja                                                                          | Sin límite práctico                                                                         | Indefinida. Libre de mantenimiento (con electroimanes)                                                                                              | Los rodamientos magnéticos activos (AMB) necesitan una potencia considerable. Los cojinetes magnéticos (EDB) no requieren alimentación externa                                                       |
| Cojinete de flexión | El material se flexiona para transmitir y restringir el movimiento                                                                                              | Muy baja | Baja                                                                          | Muy alta                                                                                    | Muy alta o baja dependiendo de los materiales y la tensión en la aplicación. Generalmente libre de mantenimiento                                    | Rango de movimiento limitado, sin vibraciones, movimiento extremadamente suave |
| Cojinete compuesto | Forma de cojinete liso con revestimiento de PTFE en el contacto entre el cojinete y el eje con un respaldo de metal laminado. El PTFE actúa como lubricante     | PTFE y uso de filtros para ajustar la fricción según sea necesario para el control del rozamiento | Buena dependiendo del respaldo de metal laminado                              | Baja a muy alta                                                                             | Muy alta; el PTFE y los rellenos garantizan la resistencia al desgaste y a la corrosión                                                             | Ampliamente utilizado, controla la fricción, reduce el deslizamiento y el PTFE reduce la fricción estática                                                                                           |
| †La rigidez es la cantidad en que varía su forma cuando cambia la carga sobre el rodamiento, es distinta de la fricción del rodamiento. | | |                                                                               |                                                                                             | | |

## Terminología
A continuación figuran los términos con los que se denominan los distintos tipos de cojinetes y sus partes, y sus correspondientes equivalentes en inglés:
| Español                                | Español              | Español                          | Inglés                                                   |
| Cojinete                               | Cojinete             | Cojinete                         | Bearing                                                  |
| -------------------------------------- | -------------------- | -------------------------------- | -------------------------------------------------------- |
| Antifricción (de Rodadura, Rodamiento) |                      |                                  | Antifriction (Rolling contact, Rolling element, Rolling) |
| Antifricción (de Rodadura, Rodamiento) | de Bolas (Balinera*) |                                  | Ball                                                     |
| Antifricción (de Rodadura, Rodamiento) | de Bolas (Balinera*) | de ranura profunda (de Conrad**) | Deep groove (Conrad)                                     |
| Antifricción (de Rodadura, Rodamiento) | de Bolas (Balinera*) | de ranura poco profunda          | Shallow groove                                           |
| Antifricción (de Rodadura, Rodamiento) | de Rodillo           |                                  | Roller                                                   |
| Antifricción (de Rodadura, Rodamiento) | de Rodillo           | Cilíndrico                       | Cylindrical                                              |
| Antifricción (de Rodadura, Rodamiento) | de Rodillo           | de Barril                        | Barrel                                                   |
| Antifricción (de Rodadura, Rodamiento) | de Rodillo           | Cónico                           | Tapered                                                  |
| Antifricción (de Rodadura, Rodamiento) | de Rodillo           | de Aguja                         | Needle                                                   |
| de Deslizamiento (Chumacera*)          |                      |                                  | Plain                                                    |
| Magnético                              |                      |                                  | Magnetic                                                 |
| (*) Nombre que se le da en Honduras    |                      |                                  |                                                          |
| (**) En honor a Robert Conrad          |                      |                                  |                                                          |

| Español         | Español                                       | Inglés                     |
| --------------- | --------------------------------------------- | -------------------------- |
| Anillo exterior |                                               | Outer ring (Outer race)    |
| Anillo exterior | Pista o surco de rodadura del anillo exterior | Outer ring raceway         |
| Anillo exterior | Hombro                                        |                            |
| Anillo exterior | Cara                                          |                            |
| Anillo interior |                                               | Inner ring (Inner race)    |
| Anillo interior | Pista o surco de rodadura del anillo interior | Inner ring raceway         |
| Anillo interior | Hombro                                        |                            |
| Anillo interior | Cara                                          |                            |
| Separador       |                                               | Separator (Retainer, Cage) |
| Sello, junta    |                                               | Seal                       |
| Carcasa         |                                               | Shield                     |

| Español             | Español       | Inglés             |
| ------------------- | ------------- | ------------------ |
| Anchura             |               | Width              |
| Diámetro exterior   |               | Outside diameter   |
| Diámetro interior   |               | Bore               |
| Holgura interna     |               | Internal clearance |
| Holgura interna     | Radial        | Radial             |
| Holgura interna     | Axial         | Axial              |
| Cojinete            | Cojinete      | Bearing            |
| Axial               |               | Axial              |
| Radial              |               | Radial             |
| Radial              | De fila única | Single row         |
| Radial              | De fila doble | Double row         |
| Radial              | Autoalineante | Self aligning      |
| De contacto angular |               | Angular contact    |

## Dimensionamiento
A continuación se incluyen las fórmulas para dimensionar el cojinete de la hélice de un barco y un ejemplo ilustrativo:
Cálculo de la dimensión de un cojinete de empuje del motor principal de un buque:
| Símbolo                                                                           | Nombre                                   | Valor*   | Unidad        |
| --------------------------------------------------------------------------------- | ---------------------------------------- | -------- | ------------- |
| {\displaystyle u_{b}}                                                             | BUQUE: Velocidad                         |          | nudo          |
| {\displaystyle \eta _{m}}                                                         | MOTOR: Rendimiento                       |          |               |
| {\displaystyle N_{m}}                                                             | MOTOR: Potencia                          |          | cv            |
| {\displaystyle (N_{ef})_{m}}                                                      | MOTOR: Potencia efectiva                 |          | cv            |
| {\displaystyle \eta _{h}}                                                         | HÉLICE: Rendimiento                      |          |               |
| {\displaystyle F_{h}}                                                             | HÉLICE: Fuerza ejercida                  |          | kgf           |
| {\displaystyle p_{c}}                                                             | COJINETE: Presión específica que soporta |          | kgf cm2       |
| {\displaystyle S_{c}}                                                             | COJINETE: Superficie                     |          | cm2           |
| {\displaystyle f_{1}}                                                             | Factor de conversión 1                   | 76       | (kg/cm2) / cv |
| {\displaystyle f_{2}}                                                             | Factor de conversión 2                   | 0.514444 | (m/s) / nudo  |
| (*) Valor hispanoamericano, para valor de España, cambiar punto (.) por coma (,). |                                          |          |               |

{\displaystyle F_{h}={\Bigl (}{\frac {\eta _{h}\ \eta _{m}\ N_{m}}{u_{b}}}{\Bigr )}{\Bigl (}{\frac {f_{1}}{f_{2}}}{\Bigr )}={\Bigl (}{\frac {\eta _{h}\ (N_{ef})_{m}}{u_{b}}}{\Bigr )}{\Bigl (}{\frac {f_{1}}{f_{2}}}{\Bigr )}}
{\displaystyle S_{c}={\frac {F_{h}}{p_{c}}}}
Ejemplo:
La potencia efectiva del motor es un dato de manual, muchas veces dado en (cv), los cuales se deben pasar a (kg/cm²). Supóngase una potencia de 3350 cv y un rendimiento de la hélice de 0.6.
{\displaystyle F_{h}={\frac {(0.6)(3350{\text{ cv)}}}{12{\text{ nudos}}}}{\Bigl (}{\frac {76{\text{ (kg/cm}}^{2}{\text{)/cv}}}{5.14444{\text{ (m/s)/nudo}}}}{\Bigr )}}
{\displaystyle F_{h}=24746.5{\text{ kg}}_{f}}
- dato con el que se despeja la superficie de cojinete de empuje

{\displaystyle S_{c}={\frac {24746.5{\text{ kg}}_{f}}{5{\text{ kg}}_{f}{\text{/cm}}^{2}}}}
{\displaystyle S_{c}=495.3{\text{ cm}}^{2}}